# 本城寺 (東金市)
本城寺（ほんじょうじ）は、千葉県東金市に所在する日蓮正宗の寺院。山号は後生山（ごしょうざん）。

## 起源と歴史
- 1728年（享保13年）3月15日 - 建立される。開基は日蓮正宗大石寺第31世法主日因。
- 1865年（慶応元年）7月23日 - 本堂が再建される。

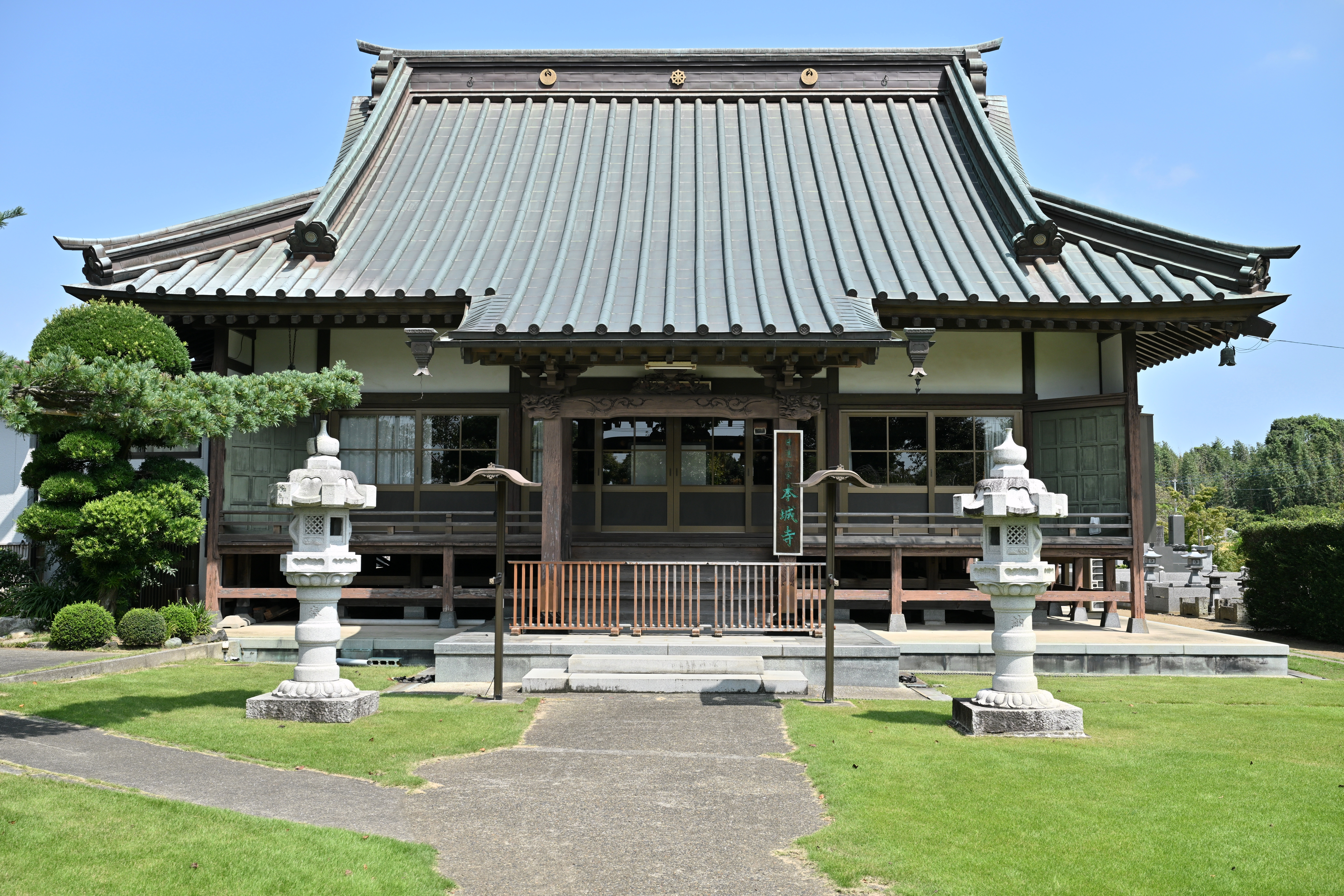
本堂
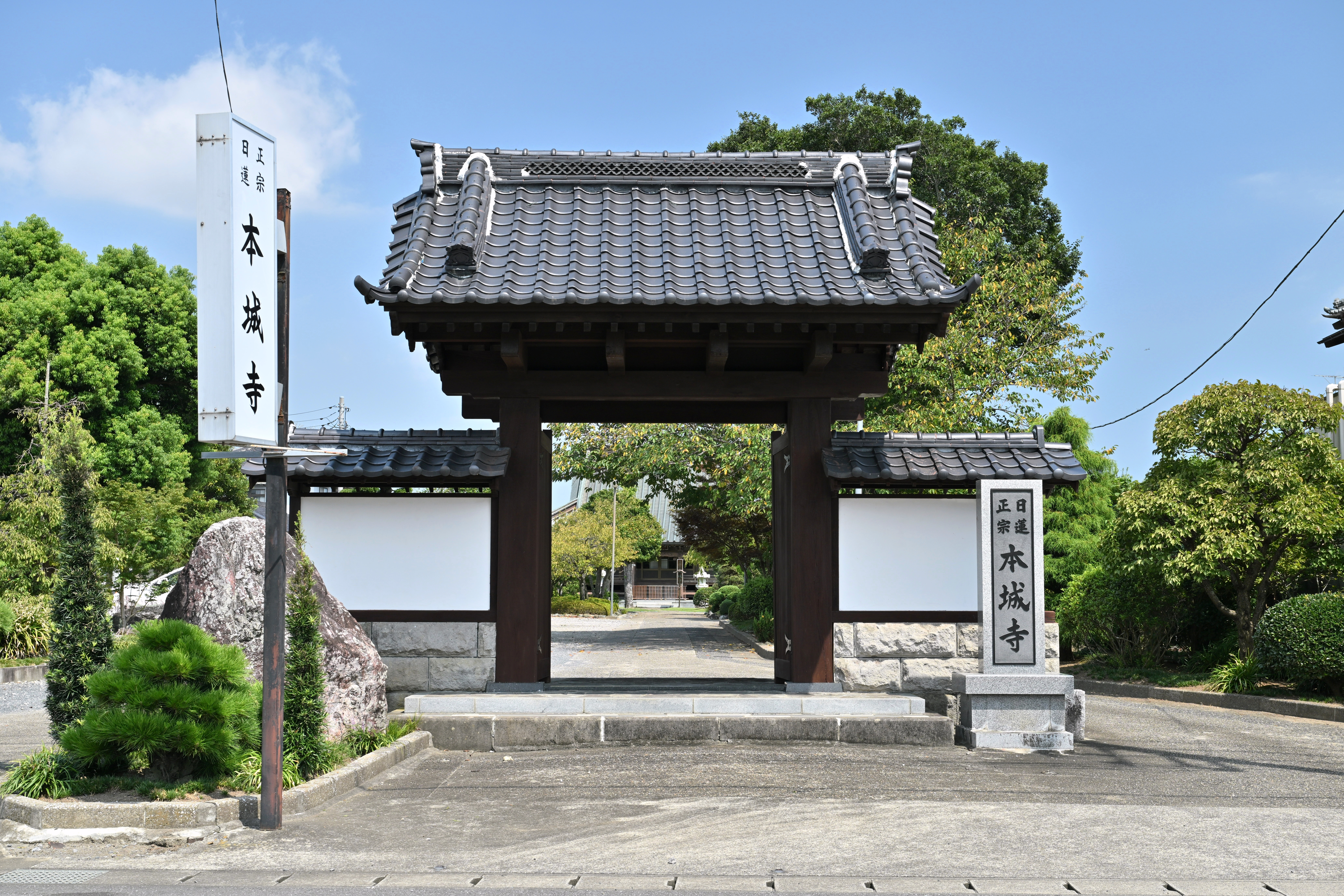
山門

## 所在地
- 千葉県東金市広瀬125番地

## 寺院周辺
- 九十九里自動車教習所
- 東金市立正気小学校

## 交通アクセス
- 東金九十九里道路小沼田インターチェンジから車で2分
- 東金線東金駅から車で10分